# Alemanys de Polònia
Els Alemanys de Polònia (alemany Deutsche Minderheit in Polen) és una minoria nacional de Polònia reconeguda legalment des de 1991. L'idioma alemany es fa servir en determinades zones del voivodat d'Opole (Oppeln), on hi resideix el 70% de la minoria. La llista electoral Minoria Alemanya compta actualment amb un escó al Parlament polonès (Sejm) i es beneficien de la redacció de l'actual Llei Electoral polonesa que permet a les minories nacionals a estar exempts del llindar del 5% (en va tenir quatre de 1993 a 1997).
Hi ha 325 escoles poloneses on l'alemany és la primera llengua d'ensenyament, amb més de 37.000 estudiants que hi assisteixen. La majoria dels membres de la minoria alemanya són catòlics, i només alguns són protestants (l'Església Evangèlica-Augsburg). També es publiquen un cert nombre de revistes i diaris.

## Situació geogràfica

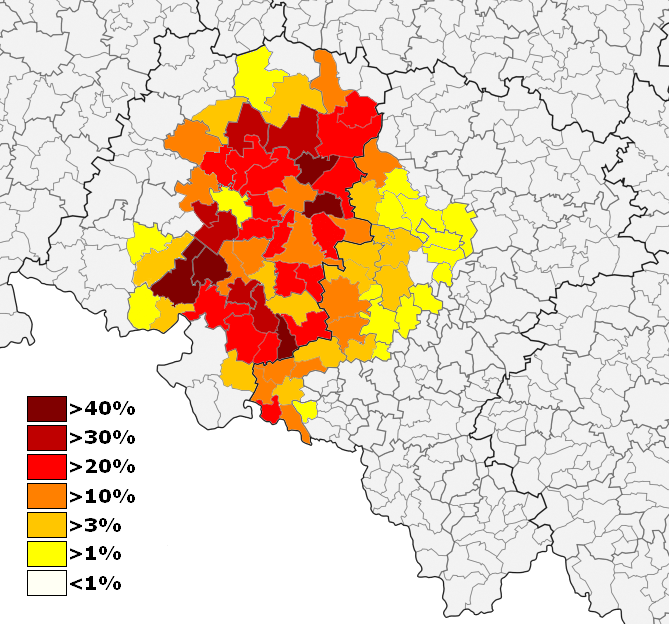
Minoria Alemanya a l'Alta Silèsia (Cens de 2002)

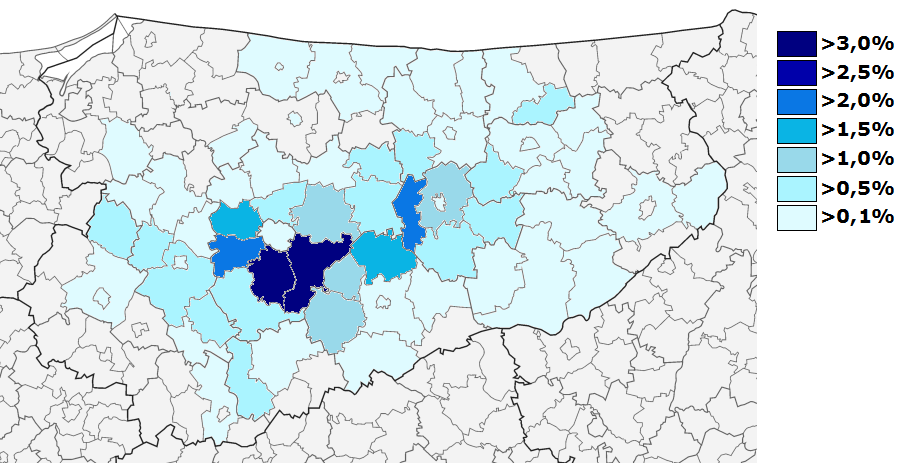
Minoria alemanya a Mazury (cens de 2002)

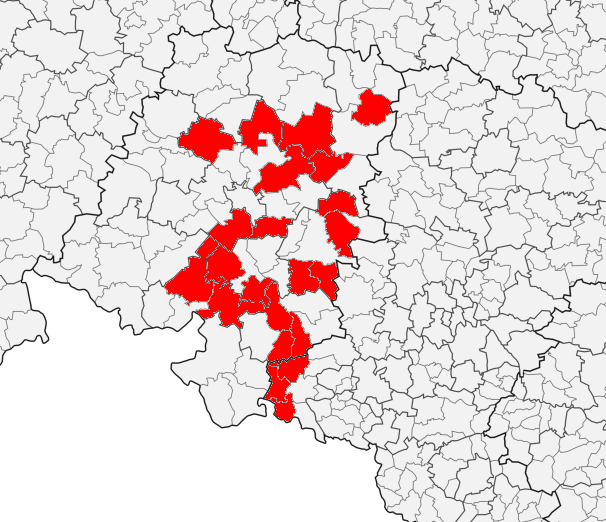
Els municipis de l'Alta Silèsia, amb més del 20 per cent de la població alemanya en el 2011 (febrer de 2013)

La majoria dels alemanys de Polònia (93%) viuen al voivodat d'Opole 104,399 i.e. aprox. 69,9% dels alemanys de Polònia i aproximadament el 10% de la població del voivodat i al voivodat de Silèsia hi ha 31.882, aproximadament el 20,8% dels alemanys de Polònia. Als altres voivodats, el porcentatge de població alemanya es troba entre el 0.632–0.007%.
| Regió                | Població   | Alemanys | % d'alemanys |
| -------------------- | ---------- | -------- | ------------ |
| Polònia              | 38.557.984 | 147.094  | 0,381        |
| Opole                | 1.055.667  | 104.399  | 9,889        |
| Silèsia              | 4.830.000  | 30.531   | 0,632        |
| Warmia i Mazury      | 1.428.552  | 4.311    | 0,302        |
| Pomerània            | 2.192.000  | 2.016    | 0,092        |
| Baixa Silèsia        | 2.898.000  | 1.792    | 0,062        |
| Pomerània Occidental | 1.694.865  | 1.014    | 0,060        |
| Gran Polònia         | 3.365.283  | 820      | 0,024        |
| Cuiàvia i Pomerània  | 2.068.142  | 636      | 0,031        |
| Lubusz               | 1.009.005  | 513      | 0,051        |
| Masòvia              | 5.136.000  | 351      | 0,007        |
| voivodat de Łódź     | 2.597.000  | 263      | 0,010        |

## Història

### Abans de 1939
Abans de la Segona Guerra Mundial la major part dels alemanys a Polònia vivien en l'anomenat corredor polonès, als voltants de Poznań i en 1922 a la regió annexada d'Alta Silèsia Occidental. També hi havia a la regió de Łódź (Lodz) i a Volínia, on el 1915 hi vivien uns 250.000 alemanys. El partit defensor de reintegrar els territoris alemanys a Alemanya es formà el 1931 i fou la Jungdeutsche Partei in Polen, que a mitjans dels anys 1930 tenia al voltant de 50.000 membres.

### Reconeixement jurídic
Segons la llei de la minoria polonesa de 2005, els municipis amb una minoria alemanya com a mínim del 20% són reconeguts oficialment com a bilingües, i l'alemany és considerat un llenguatge auxiliar a inserir Segons el resultat del cens polonès de 2002, hi ha un total de 28 municipis que reuneixen aquestes característiques: Biała/Zülz, Bierawa/Birawa, Chrząstowice/Chronstau, Cisek/Czissek, Dobrodzień/Guttentag, Dobrzeń Wielki/Groß Döbern, Głogówek/Oberglogau, Izbicko/Stubendorf, Jemielnica/Himmelwitz, Kolonowskie/Colonnowska, Komprachcice/Comprachtschütz, Krzanowice/Kranowitz, Lasowice Wielkie/Groß Lassowitz, Leśnica/Leschnitz, Łubniany/Lugnian, /Murow, /Rosenberg O.S., Pawłowiczki/Pawlowitzke, Polska Cerekiew/Groß Neukirch, Popielów/Poppelau, Prószków/Proskau, Radłów/Radlau, Reńska Wieś/Reinschdorf, Strzeleczki/Klein Strehlitz, Tarnów Opolski/Tarnau, Turawa, Ujazd/Ujest, Walce/Walzen i Zębowice/Zembowitz.

## Mitjans de comunicació alemanys a Polònia
- Schlesisches Wochenblatt
- Polen-Rundschau
- Schlesien Aktuell[Enllaç no actiu] - emissora de ràdio en alemany a Opole
- Radio Polònia Arxivat 2007-01-25 a Wayback Machine. (emet en alemany mitja hora diària)
- Polen am Morgen Arxivat 2009-06-27 a Wayback Machine. - diari online publicat des de 1998

## Associacions
- Unió de Societats Socioculturals Alemanyes a Polònia (Verband der deutschen sozial-kulturellen Gesellschaften in Polen, VdG)
- Societat Sociocultural dels Alemanys a Opole Silèsia (Sozial-Kulturelle Gesellschaft der Deutschen im Oppelner Schlesien, SKGD)
- Cercle d'Amistat Alemany al Districte de Silèsia (Deutscher Freundschaftskreis im Bezirk Schlesien, DFK)
- Federació de la Joventut de la Minoria Alemanya (Bund der Jugend der Deutschen Minderheit, BDJM)
- Comunitat Alemanya de Reconciliació i de Futur (Deutsche Gemeinschaft Versöhnung und Zukunft)
- Casa de Cooperació Germano-Polonesa a Gliwice i Opole (Haus der Deutsch-Polnischen Zusammenarbeit in Gleiwitz und Oppeln)
- Fundació Altsilesiana Eichendors- Cultura i Centre de Reunió a Lubowitz (Stiftung Oberschlesisches Eichendorff-Kultur- und Begegnungszentrum in Lubowitz)
- Wirtschaftskammer Schlesien
- Associació Lliure Silesiana (Schlesischer Selbstverwaltungsverband)
- Societat Alemanya d'Educació (Deutsche Bildungsgesellschaft)
- Unió Silesiana de Municipis i Cercles (Schlesischer Bund der Gemeinden und Kreise)
- Fundació per al Desenvolupament Silesià i la Promoció d'Iniciatives Locals (Stiftung für Entwicklung Schlesiens und Förderung Lokaler Initiativen)